# Membrane quadrangulaire
La membrane quadrangulaire est la partie de la membrane fibro-élastique du larynx qui est tendue entre le bord latéral du cartilage épiglottique et le ligament vestibulaire.
Son bord supérieur libre descend obliquement en arrière entre le cartilage épiglottique et la face antéro-latérale du cartilage aryténoïde.
Son bord inférieur s'épaissit pour former le ligament vestibulaire inclus dans le pli vestibulaire qui se poursuit en bas par le cône élastique.